# Getåarna
Getåarna är en sjö i Smedjebackens kommun i Dalarna och ingår i Norrströms huvudavrinningsområde. Sjön har en area på 0,171 kvadratkilometer och ligger 193,3 meter över havet. Sjön avvattnas av vattendraget Finnbobäcken.

## Delavrinningsområde
Getåarna ingår i det delavrinningsområde (668080-147658) som SMHI kallar för Utloppet av Getåarna. Medelhöjden är 241 meter över havet och ytan är 21,34 kvadratkilometer. Det finns inga avrinningsområden uppströms utan avrinningsområdet är högsta punkten. Finnbobäcken som avvattnar avrinningsområdet har biflödesordning 4, vilket innebär att vattnet flödar genom totalt 4 vattendrag innan det når havet efter 250 kilometer. Avrinningsområdet består mestadels av skog (80 procent). Avrinningsområdet har 2,4 kvadratkilometer vattenytor vilket ger det en sjöprocent på 5,8 procent.